# Juulskov
Juulskov er en gammel gård. Den nævnes første gang i 1365 og ligger 6 km vest for Nyborg i Kullerup Sogn, Vindinge Herred, Nyborg Kommune. Hovedbygningen er opført i 1590 ved Domenicus Badiaz, ombygget i 1797 og igen efter en brand 1862.
Juulskov Gods er på 187 hektar.

## Ejere af Juulskov
- (1365-1385) Niels Madsen
- (1385-1472) Forskellige ejere
- (1472-1481) Morten Skinkel Tinhuus
- (1481-1500) Margrethe Henriksdatter Friis gift Tinhuus
- (1500-1518) Laurids Mortensen Skinkel
- (1518-1532) Otte Lauridsen Skinkel
- (1532) Rigborg Lauridsdatter Skinkel gift Lindenov
- (1532-1568) Hans Johansen Lindenov
- (1568) Hilleborg Hansdatter Lindenov gift (1) Kaas (2) Speil
- (1568-1584) Emmike Kaas
- (1584-1586) Hilleborg Hansdatter Lindenov gift (1) Kaas (2) Speil
- (1586-1599) Hans Speil
- (1599-1602) Hilleborg Hansdatter Lindenov gift (1) Kaas (2) Speil
- (1602-1642) Hans Johansen Lindenov
- (1642) Helvig Hansdatter Lindenov gift Urne
- (1642-1661) Sivert Knudsen Urne
- (1661-1705) Knud Sivertsen Urne
- (1705-1712) Sivert Sivertsen Urne
- (1712-1726) Knud Sivertsen Urne
- (1726-1744) Frederik Sechmann
- (1744-1751) Johan Kallager
- (1751-1760) Dorthea Egløf gift Kallager
- (1760-1789) Frederik Bagger
- (1789-1796) Laurids Lindegaard
- (1796-1803) Eskild Lindegaard
- (1803-1804) Adam Frederik greve Trampe
- (1804-1805) Søren Hillerup
- (1805-1811) Niels Henrik Haugsted
- (1811-1852) Hans Peder Langkilde
- (1852-1863) Bodil Egeløkke gift Langkilde
- (1863-1918) Hans Peder Egeløkke Langkilde
- (1918-1926) Hans Benedict greve Ahlefeldt-Laurvig
- (1926-1947) Julius Valdemar Noël
- (1947-2007) Gerda Juliusdatter Noël gift Clemmensen / Birgit Bodil Juliusdatter Noël gift Willadsen
- (2007-) Ole Clemmensen / Erik Willadsen

55°18′1″N 10°41′15″Ø / 55.30028°N 10.68750°Ø